# Sami Hyypiä
Sami Tuomas Hyypiä (sinh ngày 7 tháng 10 năm 1973) là một cựu cầu thủ bóng đá người Phần Lan hiện là trợ lý huấn luyện viên tại FC Haka tại Veikkausliiga. Anh gia nhập Leverkusen vào mùa hè 2009, kết thúc 10 năm cùng Liverpool ở giải Ngoại hạng Anh.
Hyypiä  bắt đầu sự nghiệp cùng Ykkonen và sau đó chuyển tới chơi cho MyPa. Anh có 4 năm chơi cho đội bóng, giúp họ vô địch cúp quốc gia Phần Lan vào năm 1992 và 1995. Anh chuyển sang Willen II Tilburg vào năm 1995 và có tiếp 4 năm chơi cho đội bóng. Anh trở thành đội trưởng và được bầu chọn là cầu thủ của năm khi giúp đội bóng được tham gia vòng sơ loại cúp C1.
Hyypiä chuyển tới Liverpool, đội bóng anh hâm mộ từ khi còn nhỏ, với mức giá 2,6 triệu bảng. Anh nhanh chóng chứng tỏ được bản thân trong đội một, chơi cặp cùng Stéphane Henchoz ở hàng thủ. Vào năm 2001, anh trở thành đội trưởng đội bóng và năm đó Liverpool đoạt cú ăn năm gồm Cúp liên đoàn, cúp FA và cúp UEFA cùng FA Community Shield. Anh đội trưởng số 1 vào mùa giải 2001-02 và là thành viên vô địch cúp Liên đoàn năm 2003. Steven Gerrard thay thế anh trở thành đội trưởng vào năm 2003 nhưng Sami vẫn được trao băng đội trưởng khi Gerrard vắng mặt. Hyypiä có danh hiệu cao quý nhất trong sự nghiệp là UEFA Champions League có được vào mùa giải 2004-05 cùng Liverpool.
Hyypiä trở thành thành viên quen thuộc trong đội tuyển bóng đá quốc gia Phần Lan. Anh có trận ra mắt vào năm 1992 và kể từ đó đã làm đội trưởng đội bóng trong nhiều giải đấu. Anh là cầu thủ ra sân nhiều thứ hai cho đội tuyển sau Jari Litmanen.

## Thi đấu cho Liverpool
Hyypiä được Liverpool F.C. mua về vào tháng 5 năm 1999, Câu lạc bộ mà anh hâm mộ từ khi còn là cậu bé, với giá 2,6 triệu bảng. Với việc tới đây, Hyypiä ngay lập tức chiếm được vị trí chính thức cùng Stephan Henchoz. Vào mùa giải 2001, Hyypiä chia sẻ chiếc băng đội trưởng cùng Robbie Fowler và Jamie Redknapp, đội trưởng chính của Liverpool, phải nghỉ dài do chấn thương. Trong suốt mùa giải đó, Hyypiä và Fowler đưa Liverpool đến với các danh hiệu: Worthington Cup, FA Cup và UEFA Cup. Vào mùa giải 2002, Hyypiä trở thành đội trưởng chính thức của Liverpool sau khi Redknapp phải nghỉ dài do chán thương và Fowler rời câu lạc bộ (CLB). Dù sao sau đó một kỉ nguyên mới được mở ra với Liverpool và vào năm 2003, Hyypiä chia sẻ chiếc băng đội trưởng cùng Steven Gerrard.
Vào năm 2003, Hyypiä dính thẻ đỏ trong trận tiếp Manchester United, chiếc thẻ đỏ duy nhất trong sự nghiệp của anh đến bây giờ: "Ruud van Nistelrooy vượt qua tôi và tôi hơi kéo anh ta một chút. Trọng tài cũng nghĩ vậy. Tôi bị một thẻ đỏ trực tiếp. Họ được Penalty. Đó là một sự đau đớn khi phải xem trận đấu trong phòng thay đồ. Chiếc thẻ đỏ duy nhất trong sự nghiệp của tôi. Tôi sẽ không bao giờ quên nó."
Vào năm 2004, huấn luyện viên (HLV) mới Rafa Benitez đẩy Carragher vào đá cặp trung vệ cùng Hyypiä. Điều này có vẻ hiệu quả và đội bóng đã có được thành công vào cuối mùa, chiếc cúp C1, với sự chắc chắn của hàng thủ. Vào ngày 10 tháng 8 năm 2005, Hyypia đã chấp nhận ký thêm bản hợp đồng 3 năm giữ anh lại CLB tới năm 2008.
Trong suốt mùa giải 2005/2006, anh là sự lựa chọn thứ ba cho chiếc băng đội trưởng sau Gerrard và Carragher. Trong suốt mùa giải anh leo lên vị trí thứ 25 trong bảng những cầu thủ thi đấu nhiều nhất cho CLB sau khi ra sân trong trận tiếp Arsenal.
Mặc dù được một số CLB quan tâm đến như Newcastle Untied, Wigan Athletic, Fulham, Reading nhưng Hyypia vẫn khẳng định anh sẽ gắn bó vơi CLB cho đến khi hết hợp đồng. Vào 25 tháng 8 năm 2007, Hyypia bị vỡ mũi trong trận tiếp Sunderland. Nhưng sau đó anh đã nhanh chóng trở lại trong trận tiếp Toulouse ở vòng loại C1, trận đấu mà anh đã ghi bàn thứ hai khi mang trên tay chiếc băng đội trưởng.
Vào tháng 4 năm 2008, Hyypia ký hợp đồng tới năm 2009 với việc Benitez đánh giá anh sẽ là hình mẫu cho những trung vệ trẻ của CLB như Martin Škrtel và Daniel Agger. Mùa giải 2008/2009 đánh dấu năm thứ 10 anh đá cho CLB.
Vào ngày 2 tháng 3 năm 2008, với việc ra sân trong trận tiếp Bolton, anh đã leo lên vị trí thứ 20 trong các cầu thủ ra sân nhiều nhất cho CLB.
Vào ngày 8 tháng 4 năm 2008, anh đã ghi bàn trong trận tiếp Arsenal ở C1. Liverpool ghi được nhiều hơn 3 bàn trong tổng số. Trận này Liverpool thắng 4-2, qua đó đi tiếp vào bán kết.
Vào ngày 20 tháng 4 năm 2008, anh phạm lỗi với Michael Ballack trong vòng cấm giúp Chelsea có được quả Penalty ở hiệp phụ ở lượt về vòng bán kết C1. Frank Lampard thực hiện thành công quả đá.
Vào ngày 22 tháng 8 năm 2008, tân binh Stoke City mời Hyypia đến với mức giá 2,5 triệu bảng nhưng Liverpool từ chối.
Hyypia đứng thứ 19 trong số 50 cầu thủ nước ngoài thi đấu thành công nhất ở Premier League, thứ 45 trong tổng số 100 cầu thủ nước ngoài thành công nhát ở Anh, và thứ 38 trong 100 cầu thủ làm nên lịch sử CLB.
Sami Hyypia chính thức rời Liverpool khi mùa giải 2008-2009 kết thúc và đến thi đấu cho Bayer Leverkusen. Anh có trận ra mắt vào ngày 8 tháng 8 năm 2009 gặp Mainz 05. Vào ngày 24 tháng 1 năm 2010, anh ghi bàn đầu tiên trong trận gặp TSG Hoffenheim.
Vào tháng 11 năm 2009, website chính thức của Bundesliga đánh giá Hyypia là hậu vệ xuất sắc nhất giải trong giai đoạn lượt đi. Vào thời điểm đó, Leverkusen của anh đứng ở đầu bảng và có số bàn thua ít nhất.

## Danh hiệu

### MyPa
- Cúp quốc gia Phần Lan
  - 1992, 1995

### Liverpool
- FA Cup
  - 2001, 2006
- Football League Cup
  - 2001, 2003
- FA Community Shield
  - 2001, 2006
- UEFA Cup
  - 2001
- UEFA Champions League
  - 2005,
- Siêu cúp châu Âu
  - 2001, 2005

### Cá nhân
- Vận động viên thể thao xuất sắc nhất năm của Phần Lan' Cầu thủ bóng đá của năm theo bình chọn của các nhà báo: 1999, 2000, 2001, 2002, 2003, 2005, 2006[3], 2009[4]
- Cầu thủ bóng đá Phần Lan xuất sắc nhất năm: 1999, 2001, 2002, 2003, 2005, 2006, 2008, 2009[3]
- Vận động viên thể thao Phần Lan của năm: 2001[5]
- Đội hình tiêu biểu của UEFA": 2001[6]
- Cầu thủ xuất sắc nhất tháng của Premier League: November 1999[7]
- Trung vệ xuất sắc nhất những năm 2000 theo bình chọn của Goal.com: December 2009[8]
- Đội hình tiêu biểu của thập kỉ do Goal.com bình chọn: December 2009[8]